# Mónica Pérez (actriz)
Mónica Pérez Blázquez (Barcelona, 1971) es una actriz española.

## Biografía
Empezó su carrera en el teatro, llegando a actuar en la compañía La Cubana. También participó en el espectáculo de Leo Bassi Instintos ocultos.
En 2002 apareció en La cosa nostra. Desde entonces colabora para El Terrat, dándose a conocer en Homo zapping y Buenafuente. En Buenafuente interpretó los personajes de Asunción Angulo y Rosario Carmona.
En enero de 2008, se une en la segunda temporada como un personaje principal a la comedia española La que se avecina, de Telecinco, abandonando la serie al finalizar esta temporada.
En octubre de 2008, se incorpora al popular serial diario Lalola de Antena 3 como Bibi. 
En 2012 participa imitando a la infanta Cristina en el musical La familia irreal, de Dagoll Dagom y Minoría Absoluta y protagonizado por Toni Albà.

## Trayectoria

### Televisión
- El semáforo (1995/1997) en La1 de TVE. Bailarina.
- Una altra cosa (2002/2003) en TV3. Varios personajes.
- Homo zapping (2003/20015; 2017/2018) en Antena3 / Neox. Varios personajes.
- Buenafuente (2005/2007) en La Sexta. Asunción Angulo.
- Paranoia semanal (2007) en Antena3. Varios personajes.
- La que se avecina (2008) en Telecinco. Blanca Neruda (15 capítulos) (Personaje principal) (2.ª temporada)
- Lalola (2008/2009) en Antena3. Bibi.(80 episodios).
- La escobilla nacional (2010) en Antena3. Varios personajes.
- Ventdelplà (2010) en Antena3. Petra (1 episodio).
- Catalunya aixeca el telò en TV3. Presentadora.
- Crackòvia (2012) en TV3. Varios personajes (2 entregas).
- Polònia (2012/2013/2018) en TV3. Varios personajes (5 entregas).
- Señoras que... (2012) en Neox. Varios personajes (2 entregas)
- Homo Zapping: Feliz año Neox (2016) en Neox. Varios personajes (2 entregas)

### Cine
| Año  | Película                                            | Personaje            | Director                          |
| ---- | --------------------------------------------------- | -------------------- | --------------------------------- |
| 2005 | Tapas                                               | Policía              | Juan Cruz, José Corbacho          |
| 2005 | Kibris, La ley del equilibrio                       |                      | Germán Monzó                      |
| 2007 | Cinemart                                            |                      | Jordi Mollà                       |
| 2008 | Jodienda Warrick (cortometraje)                     | Marta Sánchez, Diana | Fernando Gamero                   |
| 2012 | Cambio de planes                                    |                      | Paco Arango                       |
| 2014 | El culo del mundo (documental)                      | Mónica Pérez         | Andreu Buenafuente, Eva Merseguer |
| 2019 | Padre no hay más que uno                            | Madre del chat       | Santiago Segura                   |
| 2020 | Padre no hay más que uno 2: La llegada de la suegra | Madre                | Santiago Segura                   |
| 2022 | Escape Room la película                             | Viky                 | Héctor Claramunt                  |
| 2022 | Padre no hay más que uno 3                          | Madre                | Santiago Segura                   |

### Teatro
- Diversas obras independientes (1989/1993)
- Instintos básicos (1993/1997) de Leo Bassi
- Diversas obras con La Cubana (1997/2002)
- Diversas obras con El Terrat (2002/2007)
- La familia irreal (2012/2013)
- McGuffin  (2017)
- Escape Room (2019)
- Escape Room 2 (2023)

- Datos: Q6036248